# 英國皇家空軍
皇家空軍（英語：Royal Air Force，縮寫：RAF），亦稱英國皇家空軍或英國空軍，為英國軍隊的航空作戰軍種，創設於1918年4月1日，為世界上第一支編成獨立軍種的空中武裝單位。在一战胜过同盟国后，英国皇家空军成为了该时期最庞大的空军。自创设以來，英国皇家空军在英國軍事史扮演了重要角色，尤其是在第二次世界大战中的不列颠战役。皇家空軍現時有800架以上飛行器，及32940位常備兵員。

## 標誌與旗幟
依循其他大英帝國軍種的傳統，皇家空軍使用代表他們的榮譽和行動。
皇家空軍旗在所有基地白天都要升起。由喬治五世於1921年設計，後來面臨海軍方面的反對，由於在英國，英国皇家海軍地位是很高的——可以否決任何船上或陸上的旗幟，所以一次大戰早期的空軍是使用英國國旗（米字旗形图案），但是在空中很容易和德國空军的鐵十字标志搞混，因此西元1914年十月开始採用法國原創的同心圓樣式，从中心向外依次为紅白藍三色，一年後改變了圓環的相對尺寸，後來二戰時又加入了黃色圈。
二战期间，在远东服役的飞机将徽标上的白色圈去除，以防止与日本軍的飞机混淆。从1970年代开始，需要伪装的飞行器开始使用低可视度的圆徽，在深色伪装上采用红色和蓝色，而在浅色伪装色上采用稀释的粉红色和浅蓝色。大部分不需要伪装的训练和运输航空器仍然保持了传统的红-白-蓝三色圆徽。

皇家空軍旗

皇家空军的箴言是拉丁语“Per Ardua ad Astra”，译为“在逆境中飞向群星”（Through Adversity to the Stars ）。这条箴言是由一位名叫J. S. Yule的尉官应一位陸軍皇家飞行队（RFC）的指挥官弗雷德里克·赛克斯上校要求下建议的。
自2006年以来，英国皇家空军已经通过了一项新的官方标志，在标识上使用的所有信件和宣传材料，目的皆是要提供單一服务，且普遍公认的品牌标识。

## 組織架構

### 空軍高級管理部門

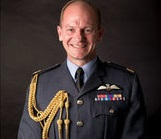
英國空軍參謀長, 空軍上將麥克·溫格斯頓

皇家空軍的首長和最高級軍官是空軍參謀長(CAS)。受英國軍隊的首長英國國防參謀長直接領導。現任空軍參謀長是空軍上將麥克·溫格斯頓，他於2019年7月得到任命。
管理皇家空軍的是英國空軍部的職責，是英國國防部的英國國防委員會下轄的一個附屬委員會，亦是負責防衛聯合王國及其海外領土的法定機構。空軍參謀長擔任空軍部常設委員會主席(AFBSC)，該委員會是決定皇家空軍的政策和行動能滿足國防委員會和英國政府的要求所需。
空軍參謀長得到其他幾名高級指揮官的支援; 主要的顯示在下表中。
| 職位頭銜                 | 軍階     | 北約軍階 |
| ------------------------ | -------- | -------- |
| 空軍參謀長               | 空軍上將 | OF-9     |
| 副司令(能力)             | 空軍中將 | OF-8     |
| 副司令(行動)             | 空軍中將 | OF-8     |
| 北愛爾蘭空中事務官       | 空軍中將 | OF-8     |
| 助理空軍參謀長           | 空軍少將 | OF-7     |
| 蘇格蘭空中事務官         | 空軍少將 | OF-7     |
| 助理空軍參謀長(規劃)     | 空軍少將 | OF-7     |
| 空軍秘書及人事參謀長     | 空軍少將 | OF-7     |
| 皇家輔助空軍司令         | 空軍少將 | OF-7     |
| 法務主任                 | 空軍少將 | OF-7     |
| 主管航空物資的空軍部委員 | 海軍少將 | OF-7     |
| 威爾斯空中事務官         | 空軍准將 | OF-6     |
| 人力資源主任             | 文官     | 文官     |
| 空軍參謀長的首席准尉     | 准尉     | OR-9     |

### 空中司令部
皇家空軍的行政和作戰指揮權由空軍部授權給設在白金漢郡海韋甘比皇家空軍基地的總司令部/空中司令部。空中司令部於2007年4月1日成立，由英國皇家空軍打擊司令部和皇家空軍人事及訓練司令部合併，形成了一個由空軍參謀長領導的覆蓋整個皇家空軍的單一指揮部。 通過其屬下的空軍聯隊監督皇家空軍整個範圍的飛機和行動。
於2021年4月1日新成立的英國太空司令部(UKSC)是一個聯合作戰司令部
但歸入皇家空軍旗下管理，由保羅·戈弗雷空軍少將指揮。司令戈弗雷與第1、2、11和22聯隊指揮官的軍銜相同。UKSC的總部與空中司令部共同駐紮在海韋甘比皇家空軍基地 

### 聯隊
皇家空軍聯隊是一個在司令部下再細分的作戰指揮單位，分為負責執行某種類型能力的聯隊和執行在有限的地理區域行動的聯隊。空中司令部旗下有五個聯隊，其中四個是功能型和一個是地域型:

#### 第1聯隊 (空中作戰)
第1聯隊負責操作作戰飛機（包括閃電式戰鬥機部隊和颱風式戰鬥機部隊）與及擔負起皇家空軍的情報, 管制, 目標獲取和偵察(ISTAR)的能力。第1聯隊負責管理在林肯郡的科寧斯比皇家空軍基地和威汀頓皇家空軍基地，諾福克郡的洛西茅夫皇家空軍基地和马汉姆皇家空军基地。
聯隊的颱風戰鬥機FGR4通過快速反應警報提供的預警攔截去保護英國和北約的領空。

#### 第2聯隊 (空中作戰支援)
第2聯隊管控的空中機動部隊提供戰略和戰術空運，空中加油和空中指揮支援。聯隊還負責皇家空軍的部隊防護，保安部隊由皇家空軍兵團和皇家空軍憲兵組成。
第2聯隊負責管理在牛津郡的班森和布萊茲諾頓皇家空軍基地，諾福克郡的亨洛和霍寧頓皇家空軍基地，咸普郡的奧迪咸皇家空軍基地和西倫敦的諾霍特皇家空軍基地

#### 第11聯隊 (多領域行動)
第11聯隊負責整合空中、網路和太空領域的行動，同時應對新的和不斷變化的威脅。包括英國皇家空軍的戰場管理部隊，該部隊監督著英國空中監視和管制系統（ASACS）。第2聯隊負責管理在諾森伯倫郡的布爾默皇家空軍基地，在北約克沼澤國家公園的費林代爾皇家空軍基地，林肯郡的坎普頓皇家空軍基地和坎布里亞郡的斯佩迪達皇家空軍基地。

#### 第22聯隊 (訓練)
第22聯隊負責向英國皇家空軍提供合資格和經驗豐富的教官，並且為英國三個武裝部隊提供飛行和非飛行的培訓。第22聯隊亦是民用承包商Ascent飛行訓練公司提供的英國軍事飛行訓練系統的最終使用者。第22聯隊負責管理在林肯郡的克蘭威爾皇家空軍基地，史樂郡的高福特和肖伯里皇家空軍基地，白金漢郡的荷頓皇家空軍基地，格拉摩根谷的聖安東基地，康和郡的聖毛甘皇家空軍基地與及安格爾西島的華利皇家空軍基地。
第22聯隊還管理皇家空軍航空青年團。

#### 第83空中遠征聯隊
第83空中遠征聯隊 (No. 83 EAG)是英國皇家空軍在中東的軍事行動總部，基地設在卡達的烏代德空軍基地。聯隊負責英軍在波斯灣和印度洋（介子行動）的空中行動。第83聯隊支援英軍對伊斯蘭國的軍事打擊所發動的著色器行動以廣大英國在中東的防禦目標。
軍事行動通過旗下的四個空中遠征大隊執行，(包括第901大隊，第902大隊，第903大隊和第904大隊)。

### 中隊
飛行中隊是執行皇家空軍主要任務的飛機部隊。皇家空軍中隊與英國陸軍的軍團系統有些相似，因為可以追溯到中隊悠久的建隊歷史和傳統，無論現在駐紮在何處，使用哪種類型的飛機。他們都可以因功勳而被授予軍旗和戰役榮譽。大多數飛行中隊由空軍中校指揮，以一個操作噴射機的中隊為例，大約配置有12架飛機。

##### 現役中隊
- 第1聯隊（英语：No. 1 Group RAF）所屬:[20]
- 科寧斯比皇家空軍基地（英语：RAF Coningsby）
  - 第3中隊（英语：No. 3 Squadron RAF） – (颱風戰鬥機FGR4)
  - 第11中隊（英语：No. 11 Squadron RAF） – (颱風戰鬥機FGR4)
  - 第12中隊（英语：No. 12 Squadron RAF） – (颱風戰鬥機FGR4)
  - 第29中隊（英语：No. 29 Squadron RAF） – (颱風戰鬥機FGR4) “作戰換裝部隊（英语：Operational conversion unit） (OCU)”
  - 不列顛戰役紀念飛行中隊（英语：Battle of Britain Memorial Flight）
- 利明皇家空軍基地（英语：RAF Leeming）
  - 第100中隊（英语：No. 100 Squadron RAF） – 鷹式教練機T1A
- 洛西茅夫皇家空軍基地（英语：RAF Lossiemouth）
  - 第1中隊 – (颱風戰鬥機FGR4)
  - 第2中隊/第II(陸軍協同)中隊（英语：No. 2 Squadron RAF） – (颱風戰鬥機FGR4)
  - 第6中隊（英语：No. 6 Squadron RAF） – (颱風戰鬥機FGR4)
  - 第9中隊/第IX(轟炸機)中隊（英语：No. 9 Squadron RAF） – (颱風戰鬥機Tranche 1/FGR4) [21]
  - 第120中隊（英语：No. 120 Squadron RAF） – (P-8海神式海上巡邏機MRA1)
  - 第602(格拉斯哥市)中隊（英语：No. 602 Squadron RAF）(皇家輔助空軍) – (P-8導引支援)
- 馬咸皇家空軍基地（英语：RAF Marham）
  - 第207中隊（英语：No. 207 Squadron RAF） – (F-35閃電II戰鬥機) (OCU)
  - 第617中隊（英语：No. 617 Squadron RAF） – (F-35閃電II戰鬥機)
- 威汀頓皇家空軍基地（英语：RAF Waddington）
  - 第5中隊/第V(陸軍協同)中隊（英语：No. 5 Squadron RAF） – (雷神哨兵預警機R1（英语：Raytheon Sentinel）)
  - 第8中隊（英语：No. 8 Squadron RAF） – (哨兵AEW1)
  - 第13中隊（英语：No. 13 Squadron RAF） – (MQ-9A收割者偵察機)
  - 第14中隊（英语：No. 14 Squadron RAF） – (比奇超級空中國王R1)
  - 第39中隊（英语：No. 39 Squadron RAF） – (MQ-9A收割者偵察機)
  - 第51中隊（英语：No. 51 Squadron RAF） – (RC-135W 空中搜索者)
  - 第51中隊（英语：No. 54 Squadron RAF） – (情報, 管制, 目標獲取和偵察(ISTAR)（英语：intelligence, surveillance, target acquisition, and reconnaissance），作戰換裝部隊（英语：Operational conversion unit）)
- 第2聯隊（英语：No. 2 Group RAF）所屬:
- 布萊茲諾頓皇家空軍基地
  - 第10中隊（英语：No. 10 Squadron RAF） – (航行者KC2/KC3)
  - 第24中隊（英语：No. 24 Squadron RAF） – (C-130J超級大力神/空中巴士A400M)
  - 第47中隊（英语：No. 47 Squadron RAF） – (C-130J超級大力神)
  - 第70中隊（英语：No. 70 Squadron RAF） – (空中巴士A400M)
  - 第99中隊（英语：No. 99 Squadron RAF） – (C-17A全球霸王)
  - 第101中隊（英语：No. 101 Squadron RAF） – (空中巴士A400M)
- 諾霍特皇家空軍基地
  - 第32中隊（英语：No. 32 Squadron RAF） – BAe 146/阿古斯特維斯特蘭AW109直升機

### 飛行小隊

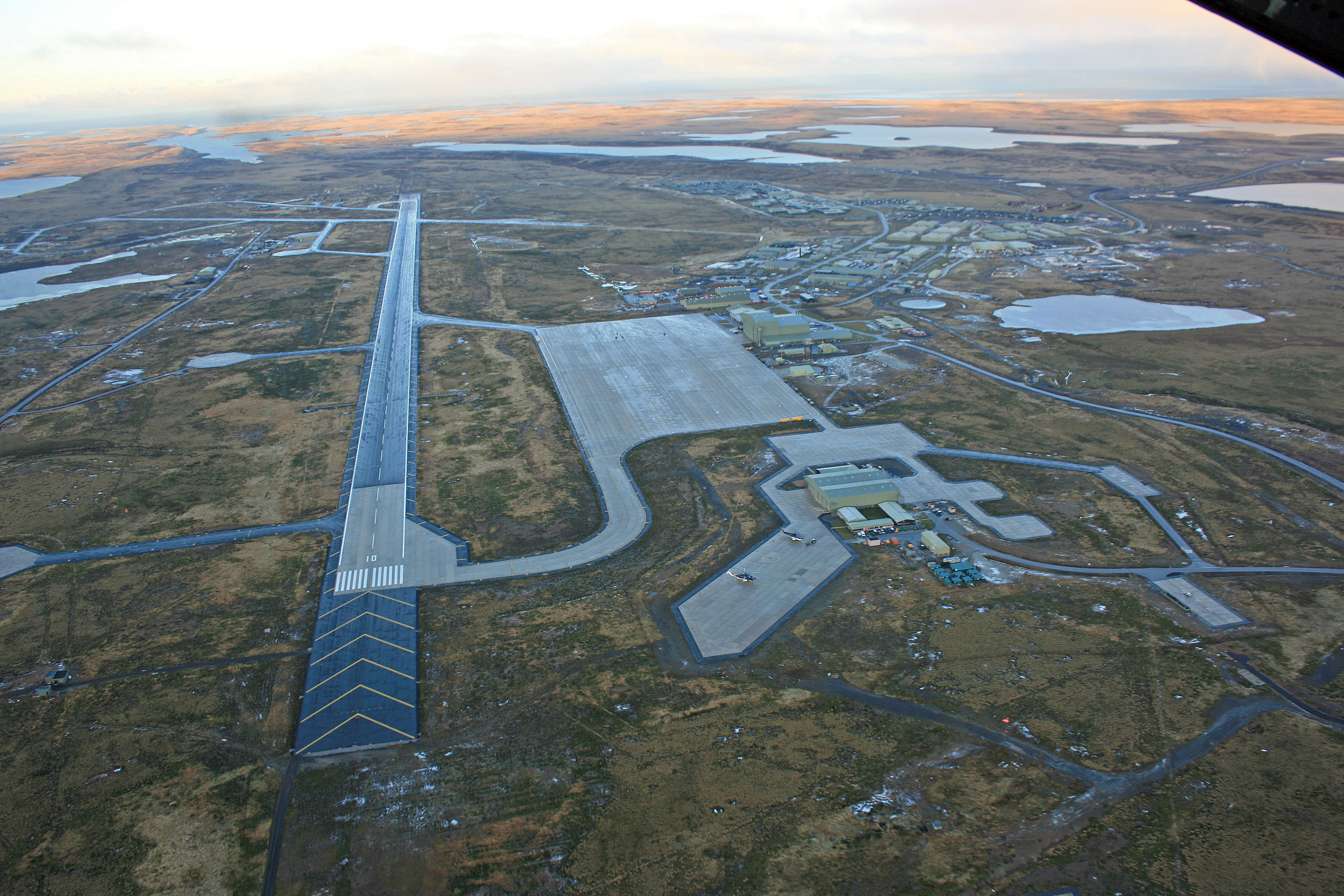
芒特普萊森特皇家空軍基地, 第1435飛行小隊的駐地，小隊為福克蘭群島提供防空服務。

飛行小隊是中隊的一支分隊。飛行中隊通常分為兩個飛行小隊，例如"A"和"B小隊"，每個小隊在空軍少校下指揮。非戰鬥性的行政勤務中隊在基地中亦分為飛行小隊，這些小隊由一名低級軍官指揮，大多是空軍上尉。因為它們規模小，所以亦有幾個飛行單位組成了飛行小隊而不是中隊編制去運作。例如，在福克蘭群島芒特普萊森特皇家空軍基地的第1435飛行小隊，僅僅用四架颱風戰鬥機FGR4維持防空作業。

## 基地
由英國皇家空軍管轄、使用的軍事設施，稱作「皇家空軍基地」，包含了軍用機場、飛行場、新訓基地、行政基地、司令部等。目前英國皇家空軍規模最大的基地是牛津郡的布萊茲諾頓皇家空軍基地。而美國駐歐洲空軍在英倫三島亦與皇家空軍共用十餘座基地，薩福克郡的雷肯希斯皇家空军基地及米登霍爾皇家空軍基地兩處設施美軍人員最多。英国皇家空军亦部署多个海外基地。

## 軍階
| 北約代號 | OF-10        | OF-9         | OF-8         | OF-7         | OF-6         | OF-5         | OF-4         | OF-3         | OF-2         | OF-1         | OF-1                   | OF(D)            |
| 英國     |              |              |              |              |              |              |              |              |              |              |                        |                  |
| 軍銜:    | 皇家空軍元帥 | 皇家空軍上將 | 皇家空軍中將 | 皇家空軍少將 | 皇家空軍准將 | 皇家空軍上校 | 皇家空軍中校 | 皇家空軍少校 | 皇家空軍上尉 | 皇家空軍中尉 | 皇家空軍少尉/ 臨時少尉 | 皇家空軍軍官學員 |
| 縮寫:    | MRAF         | Air Chf Mshl | Air Mshl     | AVM          | Air Cdre     | Gp Capt      | Wg Cdr       | Sqn Ldr      | Flt Lt       | Fg Off       | Plt Off                | Off Cdt          |

| 北約代號           | OR-9                 | OR-9                 | OR-7                 | OR-7                 | OR-6                 | OR-5                 | OR-4         | OR-3                         | OR-2               | OR-2           | OR-2           | OR-1   |
| 英國               |                      |                      |                      |                      |                      |                      |              |                              |                    |                |                | 無肩章 |
| 軍銜:              | 皇家空軍准尉         | 皇家空軍准尉         | 皇家空軍上士         | 皇家空軍總技術士官   | 皇家空軍中士         | 皇家空軍中士         | 皇家空軍下士 | 皇家空軍准下士 皇家空軍 兵團 | 皇家空軍初級技術兵 | 皇家空軍一等兵 | 皇家空軍二等兵 | 航空兵 |
| 縮寫:              | WO                   | WO                   | FS                   | Chf Tech             | Sgt                  | Sgt                  | Cpl          | L/Cpl                        | SAC Tech           | SAC            | LAC            | AC     |
| 皇家空軍空勤員徽章 |                      |                      |                      |                      |                      |                      | 無肩章       | 無肩章                       | 無肩章             | 無肩章         | 無肩章         | 無肩章 |
| 軍銜:              | 皇家空軍准尉(空勤員) | 皇家空軍准尉(空勤員) | 皇家空軍上士(空勤員) | 皇家空軍上士(空勤員) | 皇家空軍中士(空勤員) | 皇家空軍中士(空勤員) | 無肩章       | 無肩章                       | 無肩章             | 無肩章         | 無肩章         | 無肩章 |

## 機種
| 機型                                   | 生產國 | 類型                               | 型號            | 數量 |
| -------------------------------------- | ------ | ---------------------------------- | --------------- | ---- |
| 颱風戰鬥機                             | 歐洲   | 多用途戰機                         | FGR4/F2         | 160  |
| F-35閃電II戰鬥機（空軍與海軍共同操作） | 美国   | 隱形戰機 艦載機 多用途戰機         | F-35B           | 27   |
| 波音737                                | 美国   | 空中预警机                         | E-737空中預警機 | 3    |
| 海神MRA1（英國版P-8波賽頓海上巡邏機）  | 美国   | 反潛機                             | P-8A            | 9    |
| C-17運輸機                             | 美国   | 運輸機                             | ER              | 8    |
| C-130運輸機                            | 美国   | 運輸機                             | J               | 91   |
| MQ-9收割者偵察機                       | 美国   | 侦察机 攻击机                      | MQ-9A           | 10   |
| 空中巴士A330 MRTT                      | 欧盟   | 空中加油機（一架兼作英國行政專機） |                 | 14   |
| 鹰式教练机                             | 英国   | 教练机                             | S               | 81   |

### 圖集

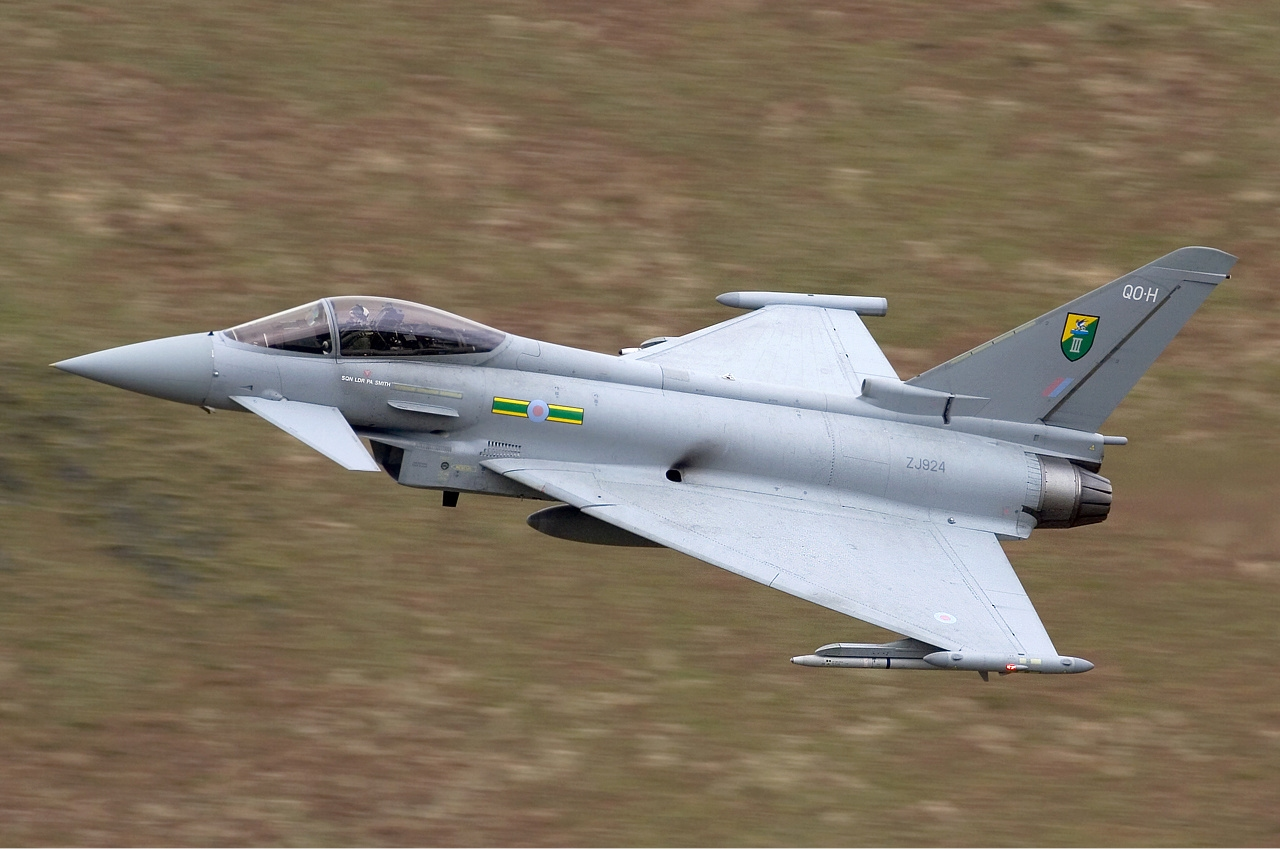
颱風戰鬥機
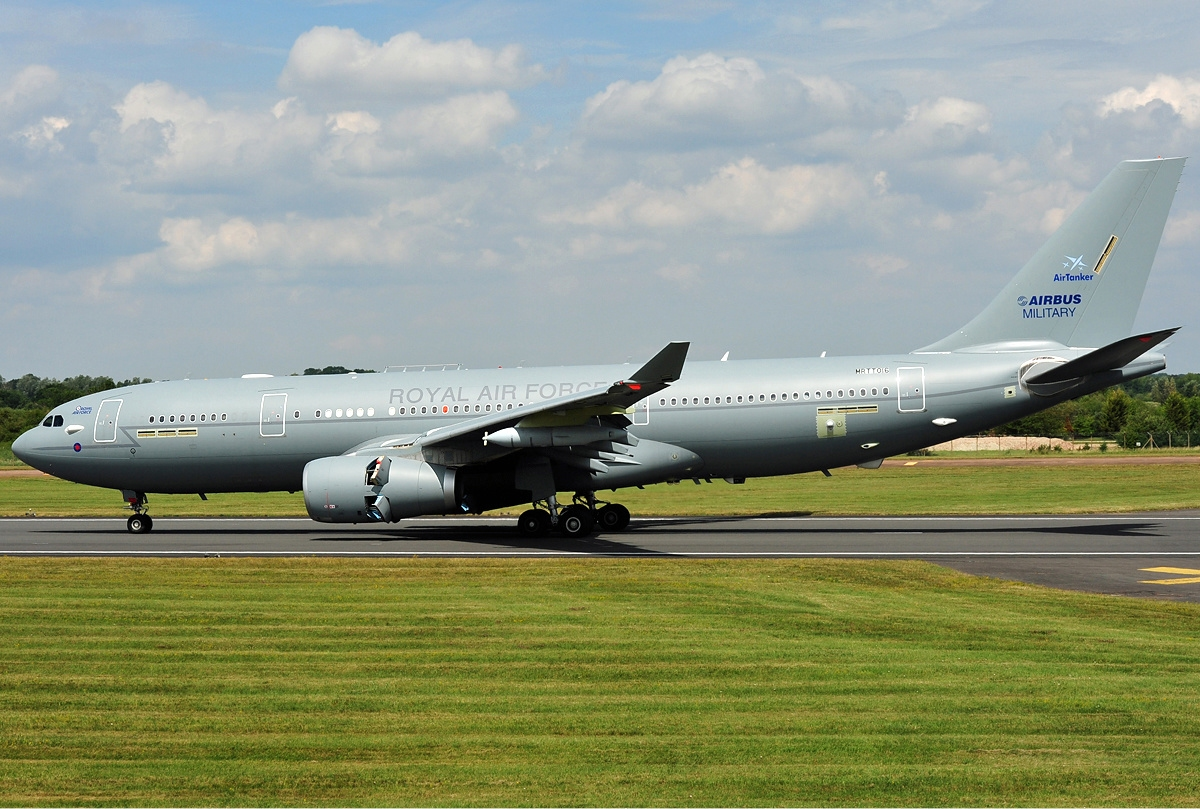
空中巴士A330空中加油運輸機
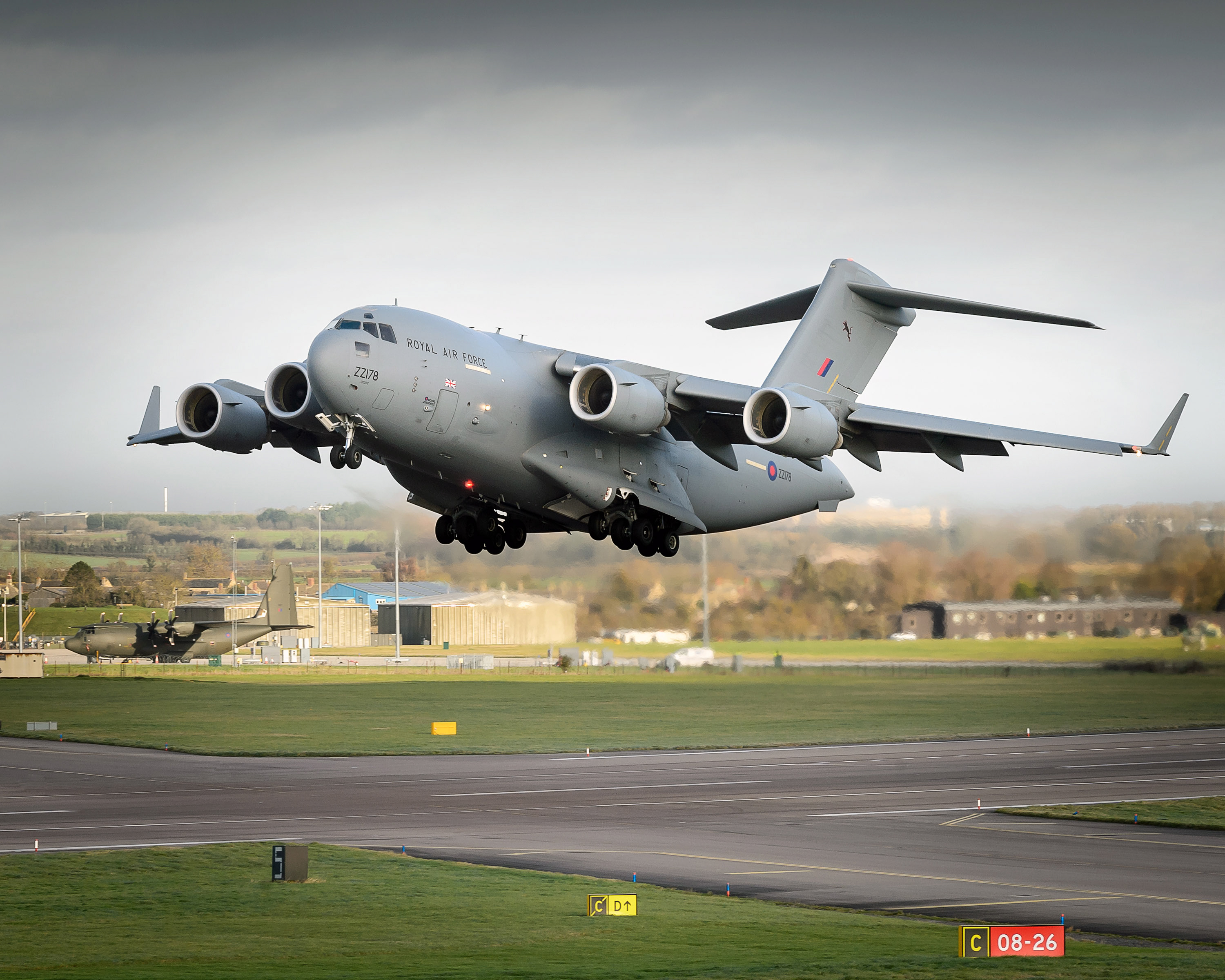
波音C-17环球霸王III
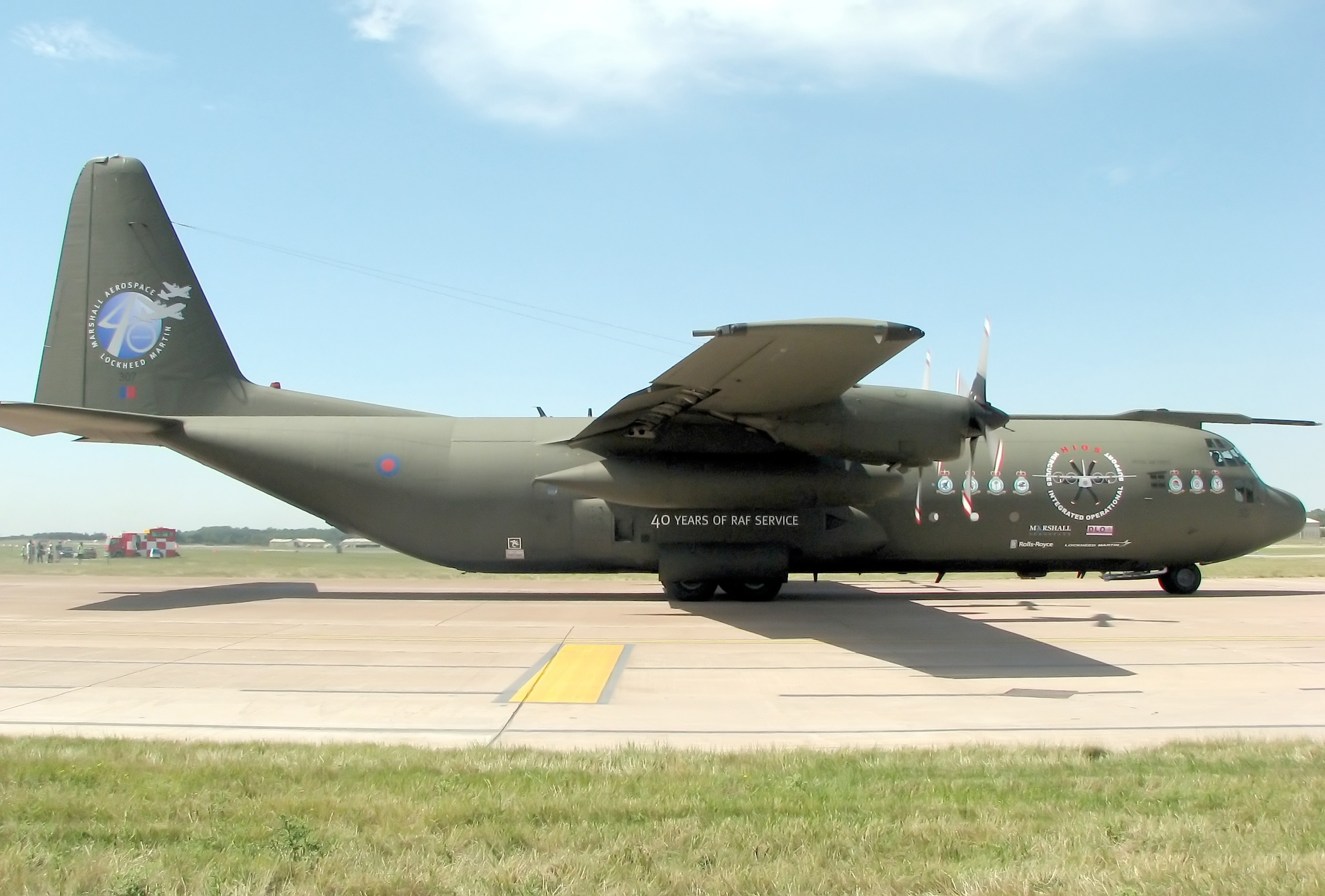
C-130運輸機
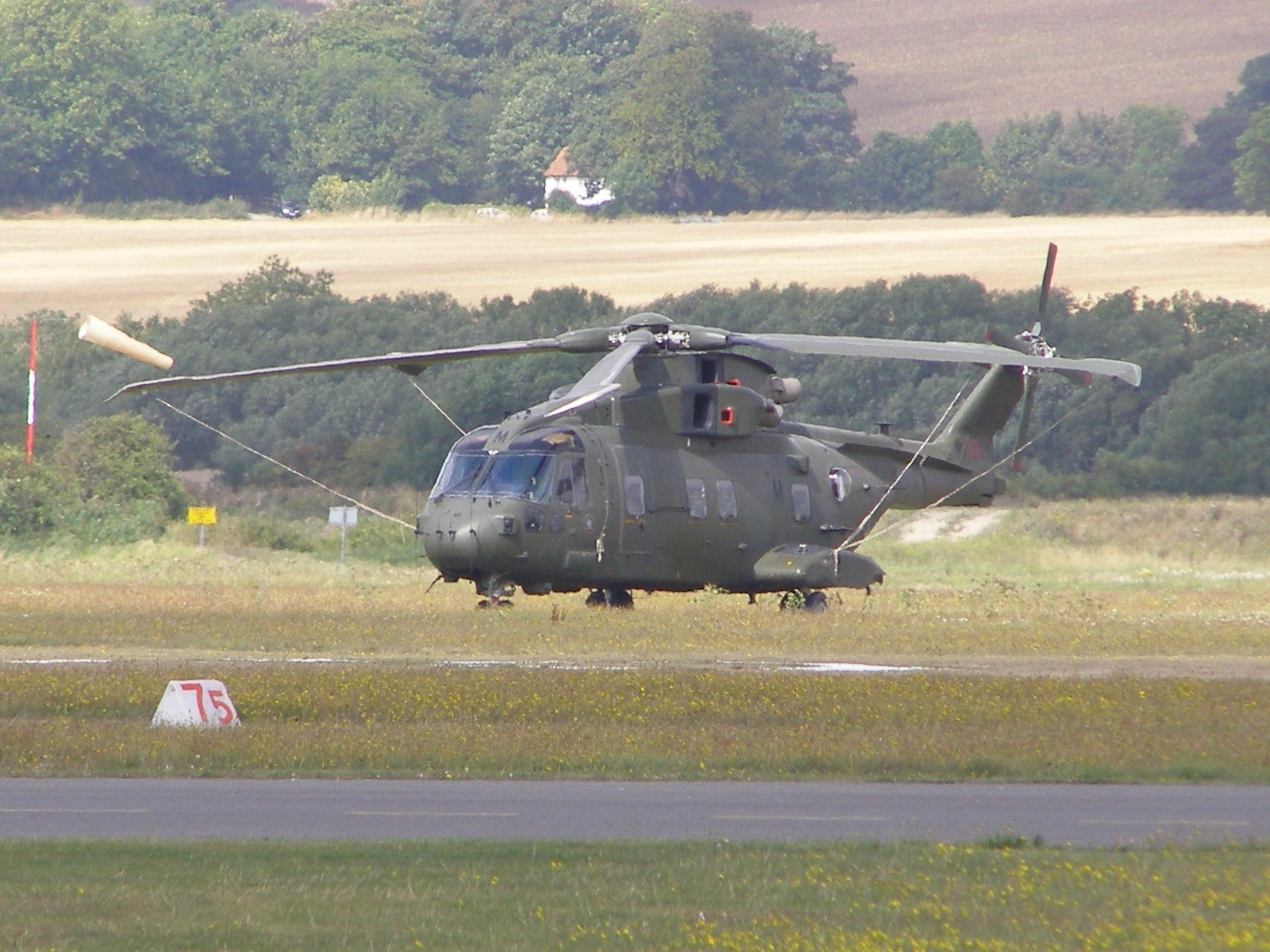
梅林直升機
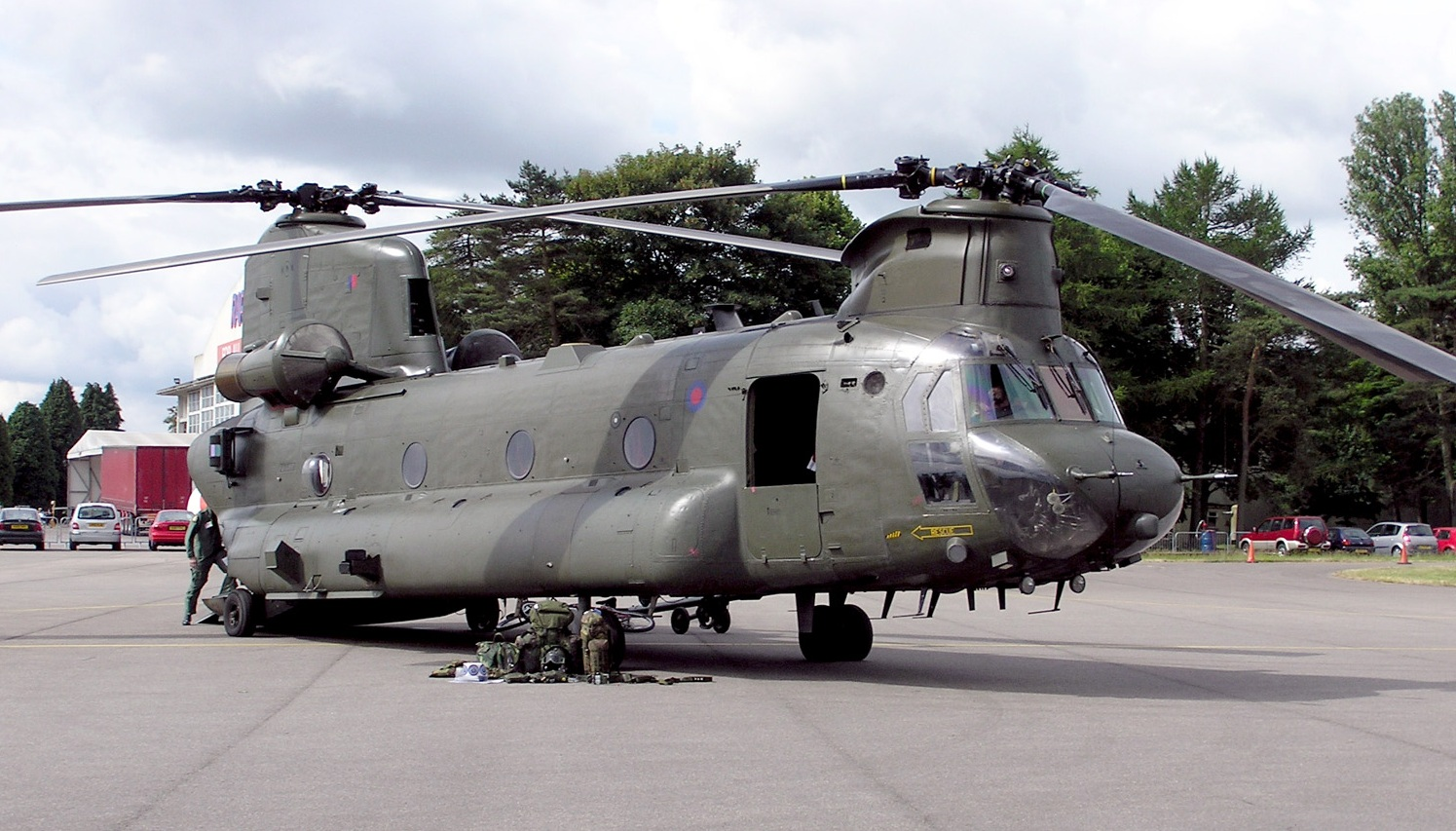
CH-47直升機
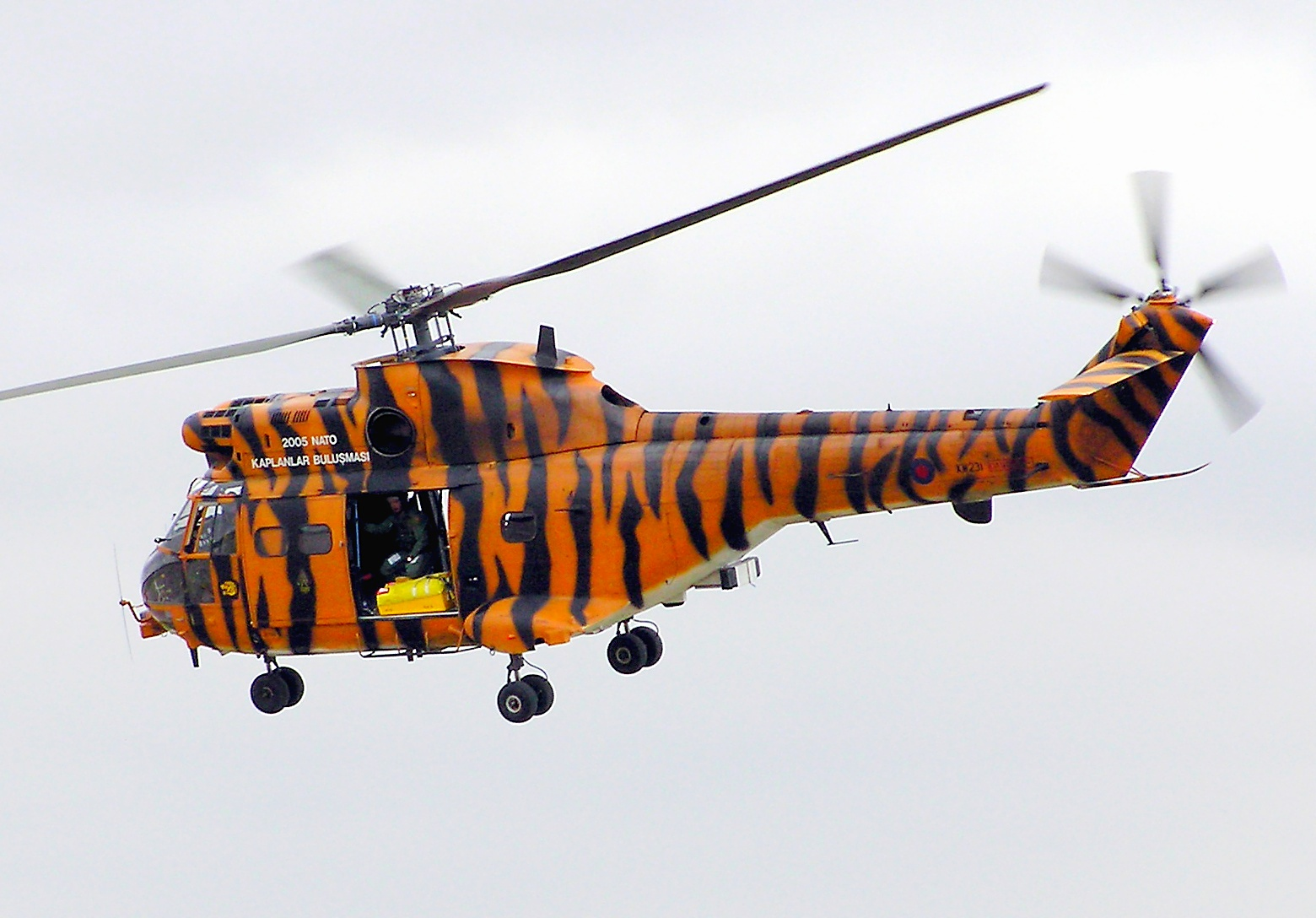
EC225美洲獅直昇機
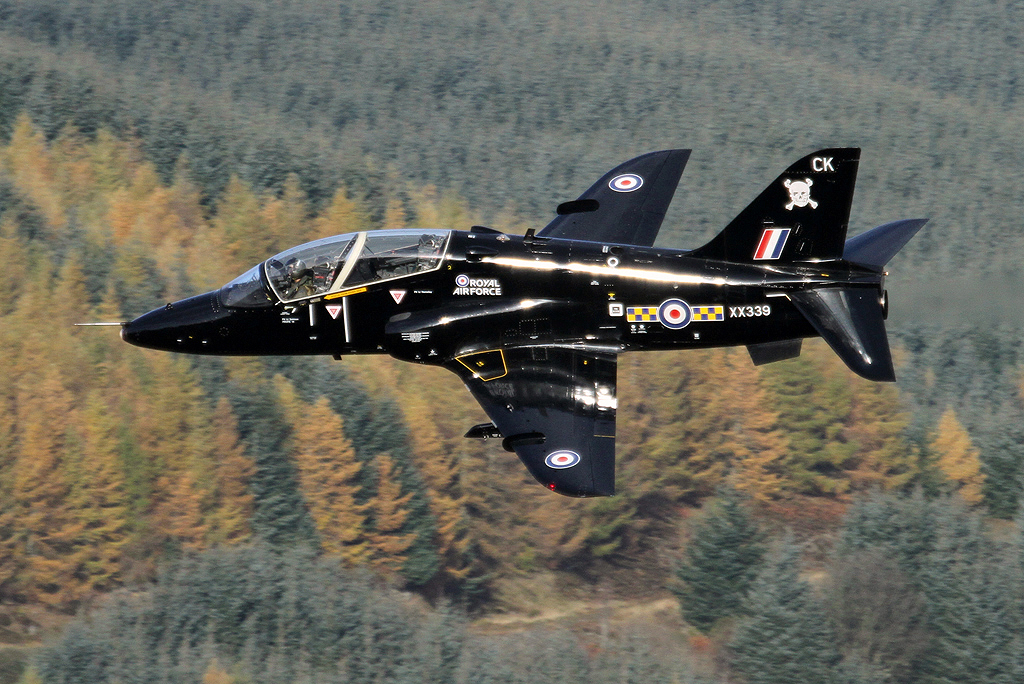
鹰式教练机